# Кидановский сельский совет (Бучачский район)
Кидановский сельский совет (укр. Киданівська сільська рада) — входит в состав
Бучачского района
Тернопольской области
Украины.
Административный центр сельского совета находится в 
с. Киданов.

## История
- 1993 — дата образования.

## Населённые пункты совета
- с. Киданов